# Gifu Nagaragawastadion
Het Gifu Nagaragawastadion (Japans: 岐阜メモリアルセンター長良川競技場) is een multifunctioneel stadion in Gifu, een stad in Japan. 
De naam van het stadion betekent in het Nederlands vrij vertaald 'Nagara Rivierstadion'. Het is onderdeel van het grotere Gifu Memorial Center. In het stadion is plaats voor 31.000 toeschouwers. Er zijn 17.540 zitplaatsen. Het stadion werd geopend in 1991. Het werd gerenoveerd tussen 2009 en maart 2011.
Het stadion wordt vooral gebruikt voor voetbalwedstrijden, de voetbalclub FC Gifu maakt gebruik van dit stadion. Ook werd van dit stadion gebruik gemaakt tijdens het wereldkampioenschap voetbal onder 17 van 1993, Er werden drie wedstrijden gespeeld. 